# Пиноккио (мультфильм, 1940)
«Пино́ккио» (англ. Pinocchio) — второй по счёту полнометражный анимационный фильм, снятый студией Walt Disney Productions по мотивам сказки итальянского писателя Карло Коллоди «Приключения Пиноккио» (1883). Фильм удостоен двух премий «Оскар». Американская Киноассоциация присудила рейтинг G, означающий отсутствие возрастных ограничений.

## Сюжет
Сюжет значительно отступает от оригинала.
Путешествующий сверчок Джимини забирается в дом старого столяра Джеппетто, у которого также живут кот Фигаро и золотая рыбка Клио. Там он наблюдает за тем, как мастер заканчивает работу над своим последним творением, деревянной куклой-марионеткой, которой Джеппетто дал имя Пиноккио. Перед сном он загадывает желание, чтобы Пиноккио стал живым мальчиком. Ночью появляется Голубая Фея и частично исполняет это желание. Она оживляет Пиноккио, но оставляет его марионеткой, обещая, что он сможет превратиться в настоящего человека, когда станет «честным, смелым и нежадным». Вдобавок он должен понимать, где добро, а где зло, при помощи своей совести. Появившемуся Джимини Фея предлагает стать совестью Пиноккио и, посоветовав тому всегда прислушиваться к голосу сверчка, улетает. Пиноккио случайно будит Джепетто, и столяр несказанно радуется, что Пиноккио ожил.
На следующий день Джепетто отправляет Пиноккио в школу. По дороге Пиноккио знакомится с лисом Честным Джоном, манерным щёголем, и котом Гидеоном, глуповатым недотёпой. Они решают продать его в кукольный театр и рассказывают ему о славе и лёгкому пути к успеху, после чего Пиноккио соглашается стать актёром. Джимини советует ему отказаться от этой идеи, но доверчивость Пиноккио берёт верх. В тот же вечер хозяин театра Стромболи устраивает кукольный спектакль, на котором представляет Пиноккио как марионетку, танцующую и поющую без помощи ниток. Пиноккио становится любимцем публики. Джимини, думая, что актёру не нужна совесть, уходит. В это время Джеппетто начинает беспокоиться, почему Пиноккио так долго не возвращается домой. Он отправляется на поиски сына под дождём.
После представления Пиноккио хочет вернуться к отцу. Тогда Стромболи запирает его в клетке и рассказывает о своём плане обогащения: они будут гастролировать, и Пиноккио принесёт кукольнику очень много денег, а когда он перестанет быть нужным, Стромболи пустит его на дрова. Чуть позже Стромболи вместе с Пиноккио отправляется в дорогу. В фургон к Стромболи забирается Джимини, решивший повидать Пиноккио на прощание. Там Пиноккио объясняет произошедшее, и Джимини пытается открыть замок, но терпит неудачу. К ним прилетает Голубая Фея и расспрашивает Пиноккио, почему он не пошёл в школу и как оказался здесь. Пиноккио начинает рассказывать Фее неправдивую историю. От этого у него растёт нос, и Фея говорит ему, что нос будет продолжать расти, пока он будет лгать. Пиноккио раскаивается, и Фея прощает его, затем освобождает из клетки и возвращает его нос в прежнее состояние. После она исчезает, напоследок предупредив, что больше не будет оказывать помощь. Друзья отправляются домой.
В это время Честный Джон и Гидеон сидят в таверне вместе с неким кучером и хвастают полученными за продажу Пиноккио деньгами. Кучер за куда более крупную сумму предлагает им привести к нему разных плохих и невоспитанных мальчишек. Он отвезёт их на остров Удовольствий, откуда, по его словам, ещё никто не возвращался. Его собеседники, хоть и испугавшись, соглашаются. Они случайно вновь встречают Пиноккио и, внушив ему, что он болен, предлагают поехать на этот остров лечиться. Доверчивый Пиноккио опять соглашается. В повозке кучера Пиноккио среди других мальчишек встречает Фитиля, нахального и беспечного паренька. На острове Удовольствий мальчишки разрушают здания, распивают алкогольные напитки, курят сигары, участвуют в массовых драках. Джимини узнаёт, что на острове дети от безделья превращаются в ослов, а потом кучер продаёт их или заставляет работать на него. Вскоре Фитиль превращается в осла полностью, а Пиноккио — частично (у него вырастает пара ослиных ушей и хвост). Джимини и Пиноккио пытаются бежать, им приходится прыгнуть в море и плыть под водой.
Выбравшись на сушу, друзья обнаруживают, что дома никого нет, поскольку Джеппетто ушёл искать Пиноккио. С неба спускается голубь и сбрасывает небольшой листок бумаги. На нём написано, что Джеппетто, ища Пиноккио, поплыл на лодке в море и был проглочен гигантским китом Монстро, но всё ещё жив и находится у него в желудке вместе с Фигаро и Клио. Пиноккио и Джимини спускаются на дно океана и идут к нему на помощь. В животе кита Джеппетто уже почти умирает от голода, однако Монстро просыпается и заглатывает воду вместе с рыбой. Пиноккио оказывается проглоченным и воссоединяется со своим отцом. Чтобы выйти наружу, Пиноккио решает зажечь внутри кита костёр и таким образом заставить его чихнуть. Благодаря этому Джеппетто и Пиноккио оказываются на поверхности океана, но своими действиями они приводят в ярость кита, который решает убить их всех. Пиноккио ценой своей жизни спасает отца и друзей, а Монстро разбивается о скалы. Дома все оплакивают смерть Пиноккио. Внезапно Голубая Фея оживляет малыша, делая его настоящим мальчиком. Остальные радуются этому, а Джимини получает медаль за прекрасную роль совести.

## Роли озвучивали
| Персонаж                         | Оригинальное озвучивание          |
| -------------------------------- | --------------------------------- |
| Пиноккио                         | Дикки Джонс                       |
| Сверчок Джимини                  | Клифф Эдвардс                     |
| Джеппетто                        | Кристиан Раб                      |
| Фигаро                           | Кларенс Нэш                       |
| Клио                             | Мел Бланк                         |
| Честный Джон                     | Уолтер Кэтлетт                    |
| Гидеон                           | Мел Бланк                         |
| Стромболи                        | Чарльз Джуделс                    |
| Кучер                            | Чарльз Джуделс                    |
| Голубая Фея                      | Эвелин Венейбл                    |
| Фитиль                           | Фрэнки Дарро                      |
| Монстро                          | Турль Рейвенскрофт                |
| Александр                        | Дикки Джонс                       |
| Зазывала на Острове удовольствий | Стюарт Бьюкэнэн или Дон Броди (?) |
| Птицы                            | Мэрион Дарлингтон                 |
| Куклы                            | Патриция Пейдж                    |

## Производство

### Разработка
В сентябре 1937 года, во время производства мультфильма «Белоснежка и семь гномов», аниматор Норман Фергюсон привлёк внимание Уолта Диснея итальянской сказкой Карло Коллоди «Приключения Пиноккио». После прочтения книги «Уолт взрывался от энтузиазма», как позже вспоминал Фергюсон. Затем Дисней поручил художнику раскадровки Бьянке Майоли написать новый план сюжета для книги, но, прочитав его, он почувствовал, что её план был слишком верным. «Пиноккио» должен был стать третьим фильмом студии после «Бэмби» (1942). Однако из-за трудностей с «Бэмби» (адаптация книги и реалистичная анимация животных) Дисней объявил, что «Бэмби» будет отложен, в то время как производство «Пиноккио» возобновится. Бен Шарпстин был повторно назначен для надзора за производством, в то время как Джек Кинни получил дополнительную роль.

### Сценарий и дизайн
В отличие от «Белоснежки», которая была короткой сказкой, который писатели могли расширить и поэкспериментировать, «Пиноккио» был основан на романе с очень фиксированным, хотя и эпизодическим, сюжетом. Поэтому сюжет прошёл через радикальные изменения, прежде чем достиг своего окончательного варианта. В оригинальном романе Пиноккио — холодный, грубый, неблагодарный, бесчеловечный мальчишка, который часто отталкивает симпатию и усваивает уроки только тяжёлым путем. Сценаристы решили модернизировать персонажа и изобразить его как на манекен Эдгара Бергена Чарли Маккарти, но такой же буйный, как и марионетка в книге. Сюжет всё ещё разрабатывался на ранних стадиях анимации.
Ранние сцены, анимированные Фрэнком Томасом и Олли Джонстоном, показывают, что дизайн Пиноккио был точно таким же, как настоящая деревянная кукла с длинным заострённым носом, пиковой шапкой и голыми деревянными руками. Дисней, однако, не был впечатлён работой, которая была сделана над фильмом. Он чувствовал, что никто не может по-настоящему сочувствовать такому персонажу, и призвал к немедленному прекращению производства. Фред Мур немного переделал персонажа, чтобы сделать его более привлекательным, но дизайн всё ещё сохранил деревянное ощущение.
Молодой и будущий аниматор Милт Каль чувствовал, что Томас, Джонстон и Мур были «довольно одержимы идеей о том, что этот мальчик — деревянная марионетка», и чувствовал, что они должны «забыть, что он был марионеткой, и получить милого маленького мальчика; вы всегда можете нарисовать деревянные суставы и сделать его деревянной марионеткой». Со-руководящий режиссёр Хэмилтон Ласк предложил Калю продемонстрировать свои убеждения, анимировав тестовую сцену.
Затем Каль показал Диснею тестовую сцену анимации, в которой Пиноккио находится под водой в поисках своего отца. Этой сценой Каль переосмыслил персонажа, сделав его более похожим на настоящего мальчика, с детской тирольской шляпой и стандартным анимационным персонажем с четырьмя пальцами (или тремя и большим пальцем) с перчатками как у Микки Мауса. Единственными частями Пиноккио, которые всё ещё более или менее напоминали марионетку, были его руки, ноги и маленький деревянный нос-пуговица. Дисней принял сцену Каля и сразу же призвал сценаристов превратить Пиноккио в более невинную, наивную, несколько застенчивую личность, отражающую замысел Каля.
Тем не менее, Дисней обнаружил, что новый Пиноккио был слишком беспомощен и слишком часто сбивался с пути из-за обмана персонажей. Поэтому летом 1938 года Дисней и его команда сценаристов создали персонажа сверчка. Первоначально говорящий сверчок был лишь второстепенным персонажем, которого Пиноккио внезапно убил, раздавив молотком, и который позже вернулся как призрак. Дисней назвал сверчка «Джимини» и сделал его персонажем, который пытается подтолкнуть Пиноккио к правильным решениям. Как только персонаж был расширен, он был изображён как реалистичный сверчок с зубастыми ногами и развевающимися усиками, но Дисней хотел чего-то более симпатичного. Уорд Кимбалл к этому времени потратил несколько месяцев, анимируя две сцены в «Белоснежке» — музыкальный номер поедания супа и сцену строительства кровати, которые были в последствии вырезаны из фильма по причине затянутости. Кимбалл собирался уйти, когда Дисней вознаградил его за его работу, повысив до должности главного аниматора сверчка Джимини. Затем Кимболл придумал дизайн для сверчка, которого он описал как маленького человека с головой-яйцом и без ушей. Джимини «был сверчком, потому что мы назвали его сверчком», — шутил Кимбалл.

### Кастинг

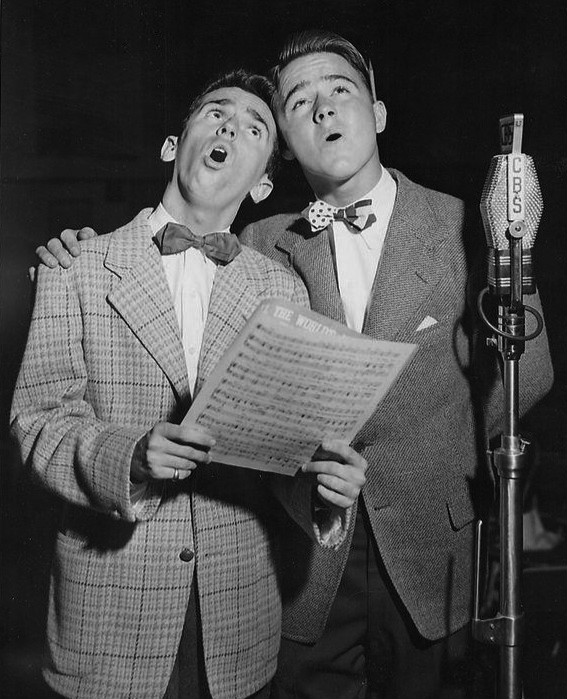
Дикки Джонс (справа, взрослый) озвучил Пиноккио в фильме.

Благодаря огромному успеху «Белоснежки» Уолт Дисней хотел больше известных голосов для «Пиноккио», который впервые использовал знаменитостей в качестве актёров озвучивания Он нанял популярного певца Клифф Эдвардса, также известного как «Ukulele Ike», на роль Джимини. Дисней отверг идею о том, чтобы взрослый озвучивал Пиноккио, и настаивал на том, чтобы персонаж был озвучен настоящим ребенком. Он нанял 11-летнего детского актера Дикки Джонс, который ранее был в фильме Фрэнка Капры «Мистер Смит едет в Вашингтон». Он также нанял Фрэнки Дарро в роли Фитиля, Уолтера Кэтлетта в роли «Честного» Джона Фоулфеллоу-Лиса, Эвелин Венейбл в роли Голубой феи, Чарльза Джуделса в роли злодеев Стромболи и кучера, и Кристиана Раба в роли Джеппетто, дизайн которого был даже карикатурой на Руба. Джепетто изначально озвучил другой актёр, но Дисней переделал его Рабом после того, как почувствовал, что его голос был «слишкум суровым».
Другим нанятым актером озвучивания был Мел Бланк, который лучше всего запомнился тем, что озвучил многих персонажей в мультфильмах Warner Bros., включая Looney Tunes и Merrie Melodies. Бланк записал голос кота Гидеона за шестнадцать дней. Однако в конце концов было решено, что Гидеон будет немым, поэтому все записанные диалоги Бланка были впоследствии удалены, за исключением одиночной икоты, которая была слышна три раза.

### Анимация
Анимация фильма началась в январе 1938 года, но работа над анимацией мультфильма была прекращена, так как сценаристы стремились переработать его характеристику и структуру повествования. Однако анимация второстепенных персонажей фильма началась в апреле 1938 года. Анимация не возобновлялась с пересмотренным сюжетом до сентября.
Во время производства фильма художник по сюжету Джо Грант создал отдел моделей персонажей, который будет отвечать за создание трёхмерных глиняных моделей персонажей фильма, известных как макеты. Затем эти модели были предоставлены сотрудникам, чтобы наблюдать, как персонаж должен быть нарисован под любым заданным углом, желаемым художниками. Создатели моделей также построили рабочие модели сложных часов с кукушкой Джепетто, разработанных Альбертом Хёртером, а также цыганский фургон и деревянную клетку Стромболи, а также карету кучера. Однако из-за сложности анимации реалистично движущегося транспортного средства художники снимали макеты кареты на миниатюрной съёмочной площадке с помощью покадровой анимации. Затем каждый кадр анимации был перенесен в анимационные чернила с использованием ранней версии Xerox. Затем ячейки были нарисованы на спине и наложены поверх фоновых изображений с чернилами персонажей, чтобы создать завершенный снимок на камере rostrum. Как и в «Белоснежке», для «Пиноккио» были сняты кадры с актёрами, играющими сцены в пантомиме под руководством Ласки. Вместо трассировки, что привело бы к жёстким неестественным движениям, аниматоры использовали кадры в качестве руководства для анимации, изучая движение человека, а затем включив некоторые позы в анимацию (хотя и немного преувеличенно).
«Пиноккио» был новаторским достижением в области анимации эффектов, возглавляемой Джошуа Мидором. В отличие от аниматоров персонажей, которые концентрируются на актёрской игре персонажей, аниматоры эффектов создают всё, что движется, кроме персонажей — машины и природные эффекты, такие как дождь, молния, снег, дым, тени и вода, а также эффекты фэнтези или научной фантастики, такие как пыльца фей из мультфильма «Питер Пэн». Влиятельный абстрактный аниматор Оскар Фишингер, который в основном работал над «Фантазией», способствовал анимации эффектов палочки Голубой феи. Аниматор эффектов Сэнди Стротер вёд дневник о своей годичной анимации эффектов воды, которая включала в себя брызги, рябь, пузыри, волны и иллюзию нахождения под водой. Чтобы помочь придать глубину океану, аниматоры вкладывают больше деталей в волны на поверхности воды на переднем плане и вкладывают меньше деталей по мере того, как поверхность двигалась дальше. После того, как анимация была прослежена на клетках, помощники аниматоров ещё раз провели её синими и чёрными карандашами, чтобы придать волнам скульптурный вид. Чтобы сэкономить время и деньги, брызги были импрессионистическими. Эти методы позволили «Пиноккио» стать одним из первых мультфильмов с очень реалистичными эффектами. Олли Джонстон назвал это «одной из лучших вещей, которые когда-либо делала студия, как сказал Фрэнк Томас: „Вода выглядит настолько реальной, что человек может утонуть в ней, и они это делают“».

## Музыка
Песни к мультфильму были написаны Ли Харлайном с текстами Нед Вашингтона. Харлайн и Пол Дж. Смит написали сценическую музыку. Музыка к кульминационной погоне от Монстро была написана Эдвардом Пламбом. Саундтрек был 9 февраля 1940 года выпущен. Песня Джимини «When You Wish Upon a Star» стала крупным хитом и до сих пор отождествляется с фильмом, а затем как музыкальная тема самой The Walt Disney Company.. Саундтрек получил премию «Оскар» за лучшую музыку к фильму.

## Темы

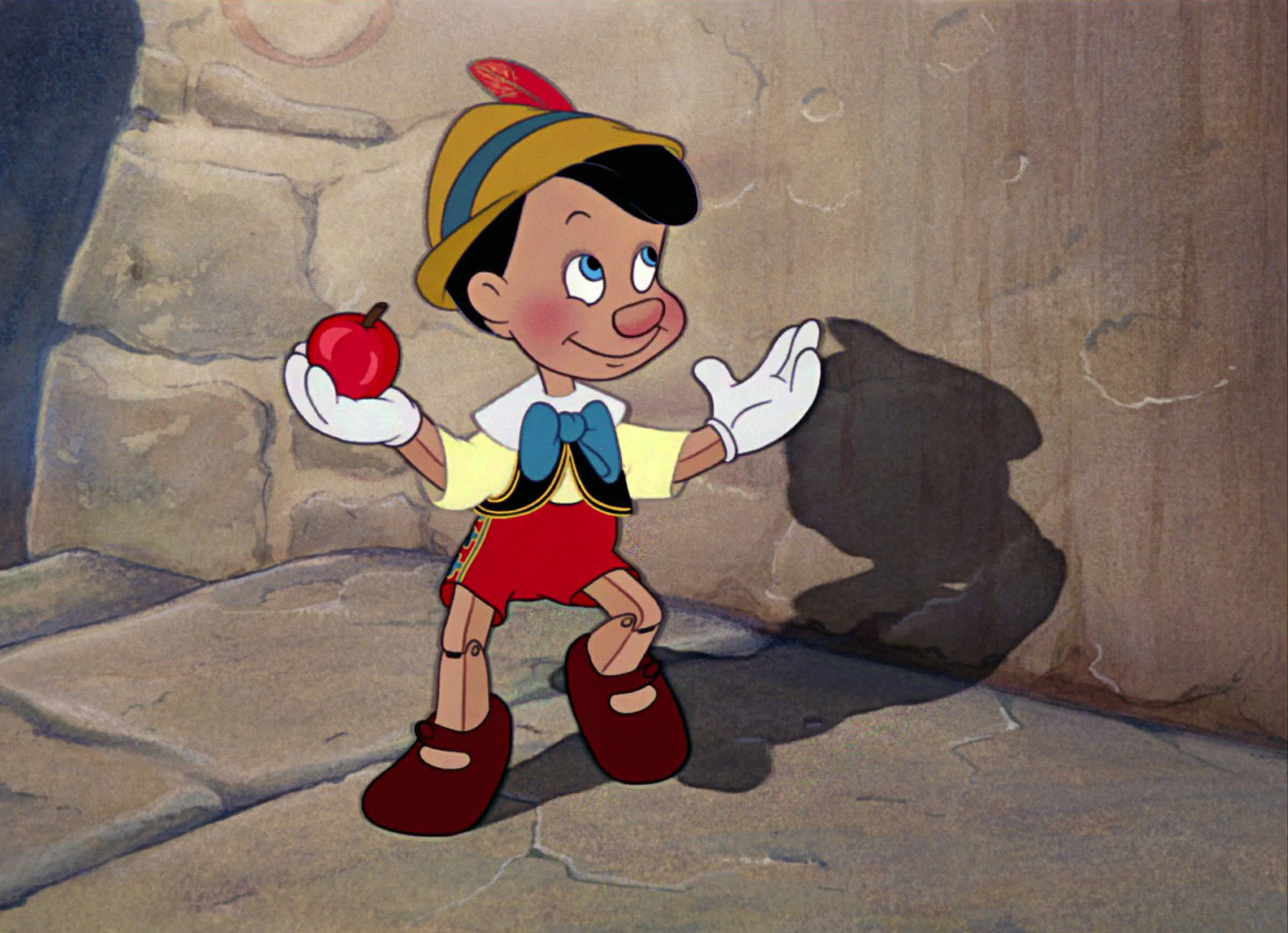
Комментатор Николас Сэммонд считает «Пиноккио» метафорой воспитания детей в Америке середины XX века

## Планируемые последующие действия

### Отменённое продолжение
В середине 2000-х годов DisneyToon Studios начал разработку продолжения мультфильма «Пиноккио». Роберт Рис написал сценарий для мультфильма, который видел Пиноккио как путешествующего в странном приключении. Рис заявлял, что эта история привела бы Пиноккио к вопросу о том, почему жизнь иногда кажется несправедливой. Джон Лассетер отменил «Пиноккио II» вскоре после того, как его назначили главным креативным сотрудником студии Walt Disney Animation Studios в 2006 году.

### Игровой ремейк
В апреле 2015 года «Deadline» сообщил, что Disney разрабатывает ремейк с живыми актёрами, основанный на анимированном мультфильме «Пиноккио». Сценарий для фильма напишет Питер Хеджес. В мае 2017 года Сэм Мендес вёл переговоры о том, чтобы он снял фильм по сценарию Криса Вайца. Полгода спустя было объявлено, что Мендес выбыл из проекта. В феврале 2018 года было сообщено, что Пол Кинг был выбран, в качестве режиссёра фильма с Джеком Торном, который переписывал сценарий. В августе этого года Вейц заявил, что сценарий все ещё находится в разработке и что съёмки ожидаются в Англии и Италии, начиная в 2019 году.
В конце ноября 2018 года Том Хэнкс вёл ранние переговоры, чтобы сыграть роль Джеппетто. В январе 2019 года Кинг ушёл с поста режиссёра из за семейных обстоятельств.
К октябрю 2019 года Роберт Земекис был объявлен на переговоры, чтобы стать новым режиссёром проекта, со сценарием, совместно написанным Кингом, Вейцем и Саймоном Фарнэби. Вейц и Эндрю Милано выступят в роли продюсеров. К концу месяца Земекис присоединился к фильму в качестве режиссёра. Также сообщалось, что из-за плохих кассовых сборов римейка Дамбо и Малефисента: Владычица тьмы Disney выпустит фильм на потоковой сервисе, Disney+ или в кинотеатрах. В январе следующего года Земекис подписал контракт на участие в качестве режиссёра и соавтора сценария экранизации.

### Комиксы
«Silly Symphony» выпускал воскресный комикс «Пиноккио» с 24 декабря 1939 года по 7 апреля 1940 года. Сценарий к комиксам был написан Мэрилл Де Марис и нарисовано Хэнком Портером.

### Спин-офф
25 октября 2019 года было сообщено, что Disney разрабатывает неопределённый анимационный проект про Сверчка Джимини для своего будущего потокового сервиса Disney+.

## Награды
Премия «Оскар» за лучшую песню «В час, когда взойдёт звезда» (англ. When You Wish Upon a Star) и за лучший оригинальный саундтрек.